# Четвериков, Николай Иванович
Николай Иванович Четвериков  (6 января 1897—18 июля 1982) — советский военный деятель, генерал-полковник (1958).

## Биография
Русский. Родился в семье рабочего. Во время Первой мировой войны служил в императорской армии, в 1917 году окончил Константиновское артиллерийское училище, прапорщик — младший офицер роты 108-го запасного полка.
В 1918 году Н. И. Четвериков вступил в рабоче-крестьянскую Красную армию, участник Гражданской войны, с августа 1918 года — командир роты отдельного китайского батальона, с октября 1918 года — командир батальона 1-го стрелкового полка, с февраля 1919 года — командир роты 232-го стрелкового полка 23-й стрелковой дивизии, с июня 1919 года — командир роты 33-го стрелкового полка, с ноября 1919 года — командир роты 40-го стрелкового полка, с апреля 1920 года — вр.и.д. начальника военно-санитарных курсов, с мая 1920 года — командир батальона, с июля 1920 года — начальник пулемётной команды 16-го полка. С 1920 года — член ВКП(б). С апреля 1921 года Н. И. Четвериков командовал отдельной штрафной ротой (Ростов-на-Дону), в 1922 году окончил Высшую тактическую стрелковую школу в Москве. С ноября 1922 года — командир роты батальона части особого назначения.
После войны, с октября 1923 года — командир роты 2-го Киевского полка особого назначения, с октября 1925 года — командир 138-го стрелкового полка, в 1929 году окончил Академию им. Фрунзе, с июня 1929 года — начальник оперативного отдела штаба 75-й стрелковой дивизии, с января 1931 года — помощник начальника первого сектора оперативного отдела Уральского военного округа, с июля 1933 года по октябрь 1934 года — слушатель Оперативного факультета при Академии им. Фрунзе, с октября 1934 года — начальник штаба 133-й механизированной бригады, с июня 1936 года — помощник армейского инспектора 1-го отдела Киевского военного округа (был назначен, но не работал). В 1936—1937 годах Н. И. Четвериков — слушатель первого набора Академии Генерального штаба РККА. Выпущен из академии досрочно в июне 1937 года и направлен на службу в Генеральный штаб РККА: вр.и.д. начальника 4-го отдела Генштаба, с 26 июля 1940 года — начальник Организационного управления Генштаба РККА.
В начале Великой Отечественной войны Н. И. Четвериков на той же должности, c 1 августа 1941 года — начальник Организационно-штатного управления Главного управления формирования и укомплектования войск Генштаба. С 4 мая 1943 года по 20 мая 1946 года — начальник Организационно-учетного Управления Генштаба. С. М. Штеменко вспоминал о нём: 

Николай Иванович — старый генштабист. Он прослужил в Генштабе более 25 лет на различных должностях и большую половину из них возглавлял органы, ведающие организационными вопросами… Это был требовательный, немного резкий, малоразговорчивый, до педантичности любящий точность человек.— Штеменко С.М. Генеральный штаб в годы войны
С 1946 по 1964 годы служил в должностях: заместитель начальника Главного штаба Сухопутных войск, начальник Главного управления Генерального штаба, помощник начальника Генерального штаба Вооружённых сил СССР. С января 1964 года в отставке.

Могила на Ваганьковском кладбище

Умер в 1982 году. Похоронен на Ваганьковском кладбище (4 уч.).

## Воинские звания
- полковник — 28.11.1935;
- комбриг — 01.04.1940
- генерал-майор — 04.06.1940
- генерал-лейтенант — 11.07.1943
- генерал-полковник — 18.02.1958

## Награды
- Орден Ленина (21.02.1945)
- Орден Октябрьской Революции (05.01.1977)
- Пять орденов Красного Знамени (22.01.1942, 31.07.1944, 3.11.1944, 20.06.1949, 01.10.1963)
- Орден Кутузова 2-й степени (04.06.1945)
- Орден Отечественной войны 1-й степени (22.02.1944)
- Орден Красной Звезды (31.12.1939)
- Крест Грюнвальда (май 1946)
- Орден Партизанской звезды (Югославия) (1946)
- Медали